# ماثيو فوكس (لاعب كرة قدم)
ماثيو فوكس (بالإنجليزية: Matthew Fox)‏ (13 يوليو 1971 في المملكة المتحدة - ) هو لاعب كرة قدم بريطاني في مركز الدفاع. لعب مع برمنغهام سيتي ونادي نورثامبتون تاون ونادي تشيلتنهام تاون وBridgnorth Town F.C. ‏.